# Flèche côtière 2016
La Flèche côtière 2016 est la 45e édition de cette course cycliste sur route masculine. elle a eu lieu le 10 septembre 2016. Il figure au calendrier de l'UCI Europe Tour 2016 en catégorie 1.2.

## Présentation

### Équipes
| Équipes continentales professionnelles (2)- Topsport Vlaanderen-Baloise - Wanty-Groupe Gobert Équipes continentales (16)- Cibel-Cebon - Color Code-Arden'Beef - Crelan-Vastgoedservice - Join-S-De Rijke - Jo Piels - Leopard - Massi-Kuwait Project - Metec-TKH-Mantel - Parkhotel Valkenburg Continental - Rabobank Development - SEG Racing Academy - Superano Ham-Isorex - T.Palm-Pôle Continental Wallon - Team3M - Verandas Willems - Wallonie Bruxelles-Group Protect Équipe régionale et de club- Lotto-Soudal U23 |
| |

### Classement général
| \| Classement général \| Classement général \| Classement général \| Classement général \| Classement général \| \| Coureur \| Coureur \| Pays \| Équipe \| Temps \| \| ------------------ \| ------------------ \| ------------------ \| -------------------------------- \| ------------------ \| \| 1er \| Timothy Dupont \| Belgique \| Verandas Willems \| 4 h 14 min 03 s \| \| 2e \| Bert Van Lerberghe \| Belgique \| Topsport Vlaanderen-Baloise \| + 0 s \| \| 3e \| Jelle Donders \| Belgique \| Superano Ham-Isorex \| + 0 s \| \| 4e \| Aksel Nõmmela \| Estonie \| Leopard Pro Cycling \| + 0 s \| \| 5e \| Roy Jans \| Belgique \| Wanty-Groupe Gobert \| + 0 s \| \| 6e \| Johim Ariesen \| Pays-Bas \| Metec-TKH-Mantel \| + 0 s \| \| 7e \| Marco Zanotti \| Italie \| Parkhotel Valkenburg Continental \| + 0 s \| \| 8e \| Kevyn Ista \| Belgique \| Wallonie Bruxelles-Group Protect \| + 0 s \| \| 9e \| Joeri Stallaert \| Belgique \| Cibel-Cebon \| + 0 s \| \| 10e \| Wouter Mol \| Pays-Bas \| Join-S-De Rijke \| + 0 s \| |                    |          |                                  |                 |
| |                    |          |                                  |                 |
| Source : ProCyclingStats |                    |          |                                  |                 |
| Classement général |                    |          |                                  |                 |
| Coureur | Coureur            | Pays     | Équipe                           | Temps           |
| 1er | Timothy Dupont     | Belgique | Verandas Willems                 | 4 h 14 min 03 s |
| 2e | Bert Van Lerberghe | Belgique | Topsport Vlaanderen-Baloise      | + 0 s           |
| 3e | Jelle Donders      | Belgique | Superano Ham-Isorex              | + 0 s           |
| 4e | Aksel Nõmmela      | Estonie  | Leopard Pro Cycling              | + 0 s           |
| 5e | Roy Jans           | Belgique | Wanty-Groupe Gobert              | + 0 s           |
| 6e | Johim Ariesen      | Pays-Bas | Metec-TKH-Mantel                 | + 0 s           |
| 7e | Marco Zanotti      | Italie   | Parkhotel Valkenburg Continental | + 0 s           |
| 8e | Kevyn Ista         | Belgique | Wallonie Bruxelles-Group Protect | + 0 s           |
| 9e | Joeri Stallaert    | Belgique | Cibel-Cebon                      | + 0 s           |
| 10e | Wouter Mol         | Pays-Bas | Join-S-De Rijke                  | + 0 s           |

## UCI Europe Tour
La Flèche côtière est une course faisant partie de l'UCI Europe Tour 2016 en catégorie 1.2, les dix 1er du classement gagne entre 40 et 3 points suivant leurs positions.
| Position | 1er | 2e | 3e | 4e | 5e | 6e | 7e | 8e | 9e | 10e |
| -------- | --- | -- | -- | -- | -- | -- | -- | -- | -- | --- |
| PTS UCI  | 40  | 30 | 25 | 20 | 15 | 10 | 5  | 3  | 3  | 3   |